# Luis Navarrete
Luis Pascual Navarrete Mora, né le 17 mai 1955 à Sabiote (province de Jaén), est un homme politique espagnol membre du Parti socialiste ouvrier espagnol (PSOE).

## Formation et vie professionnelle
Luis Pascual Navarrete Mora naît le 17 mai 1955 à Sabiote, dans la province de Jaén.
Après avoir obtenu son baccalauréat à Séville, il s'inscrit à l'école technique de génie industriel de la ville, où il suit des études entre 1974 et 1978. Il travaille ensuite à l'administration pénitentiaire, à Jerez de la Frontera, puis à la mairie de Séville.

## Engagement politique

### Débuts et ascension
En 1974, Luis Navarrete adhère aux Jeunesses socialistes d'Espagne (JSE). Il prend sa carte, deux ans plus tard, au Parti socialiste ouvrier espagnol (PSOE). Il occupe, entre 1980 et 1985, le poste de secrétaire général des Jeunesses socialistes d'Andalousie (JSA).
Il est élu député au Parlement andalou en 1982, dans la circonscription de Séville. Il y siège pendant douze ans, soit trois législatures. En 1995, il obtient un mandat de conseiller municipal à Camas, dans la banlieue sévillane.

### Président de la députation de Séville
Carmen Hermosín, secrétaire générale du PSOE de la province de Séville, promeut formellement, en décembre 1998, la candidature de Luis Navarrete, secrétaire à l'Organisation de sa commission exécutive, comme candidat à la présidence de la députation provinciale. Le président sortant, Alfredo Sánchez Monteseirín, ne se représente pas, afin de postuler à la mairie de la capitale andalouse.
À la suite des élections municipales du 13 juin 1999, le PSOE conserve sa majorité absolue au sein de la députation, avec 17 députés sur 31, ce qui permet l'élection de Luis Navarrete à la présidence le 26 juillet. Le 16 décembre 2000, il est élu secrétaire général provincial du PSOE avec 65 % des voix face à un concurrent, soutenu par les maires d'Alcalá de Guadaíra et Dos Hermanas, sa liste de candidats à la commission exécutive obtenant ensuite le soutien de 86 % des délégués.
Il est confirmé à la présidence de la députation, après les élections municipales du 25 mai 2003. Il obtient, le 17 juillet, 18 voix sur 31. Il est remplacé, le 26 juillet 2004, par José Antonio Viera, comme secrétaire général du PSOE de la province, après que son rapport de gestion a été approuvé à l'unanimité des délégués.

## Après la vie politique
Le 23 août 2004, José Antonio Viera annonce que le PSOE propose que Luis Navarrete prenne la présidence de la caisse d'épargne Caja San Fernando, après s'être assuré du soutien des représentants d'Izquierda Unida (IU), de l'Union générale des travailleurs (UGT) et des Commissions ouvrières (CCOO) au sein du conseil d'administration. Effectivement élu une semaine plus tard, avec les seules voix contre des représentants du Parti populaire, il cède la présidence de la députation le 15 septembre au socialiste Fernando Rodríguez Villalobos (es).
Au terme du long processus de fusion entre Caja San Fernando et El Monte de Piedad, il devient en décembre 2006 vice-président de la nouvelle entité, Cajasol. Il y renonce en 2009, quand il est désigné président de Parque Isla Mágica S.A., une fonction qu'il occupe jusqu'en 2013.